# NK Sava Drenje Brdovečko
NK Sava je nogometni klub iz mjesta Drenje Brdovečko. Trenutačno se natječe u Premier ligi NS Zagrebačke županije.

## Povijest
Osnovan je 1946. godine. Četiri godine kasnije spaja se sa Zvijezdom iz Donjeg Laduča u Crvenu zvijezdu. Klub je obnovljen tijekom prve polovice 1950-ih.